# Master of the Rolls
Master of the Rolls er det tredje højeste dommerembede i England og Wales. Det næsthøjeste embede er Lord Chief Justice, mens det højeste dommerembede indehaves af Storbritanniens højesteretspræsident.
Master of the Rolls er retsformand for den civile afdeling (Civil Division) i Appeldomstolen for England og Wales, og han er den administrative leder af det civile retssystem i England og Wales.
Embedet som Master of the Rolls kendes fra 1286, men embedet er muligvis ældre.
| Jura | Spire Denne juraartikel er en spire som bør udbygges. Du er velkommen til at hjælpe Wikipedia ved at udvide den. |